# 10:9 für Stroh
10:9 für Stroh ist eine 1998 veröffentlichte Universitätserzählung des deutschen Schriftstellers Eckhard Henscheid. Der Text erschien im gleichnamigen Buch mit zwei weiteren Erzählungen im Alexander Fest Verlag. Er ist eine satirische Schlüsselerzählung über die Doktorprüfung des Literaturkritikers und Historikers Gustav Seibt im Juli 1990 an der Universität Konstanz und enthält zahlreiche Bezüge zu Figuren des intellektuellen Lebens wie Frank Schirrmacher, Dieter Groh, Ruth Groh und Arno Borst sowie Mitgliedern der Forschungsgruppe Poetik und Hermeneutik.

## Handlung

### Überblick

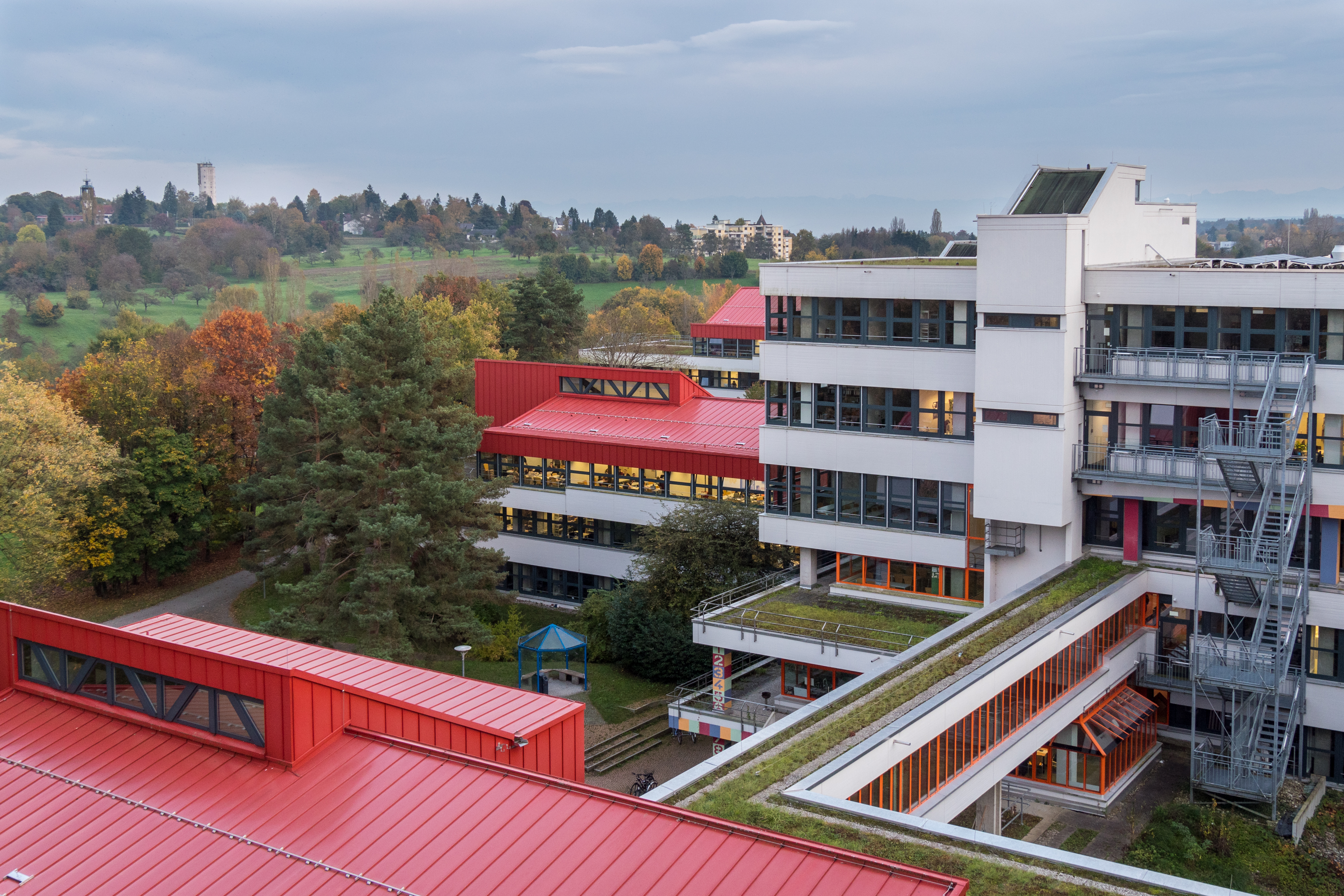
Universität Konstanz

Erzählt wird der Tag des öffentlichen Rigorosums des Doktoranden und Publizisten Greif an der „Reformuniversität Baden-Baden“. Geschildert werden ein heißer Julitag bestehend aus der Hinfahrt von Greif und seinen Begleitern Schummetpeter, dessen Freundin Epps, dem namenlosen Ich-Erzähler und Gries aus Konstanz sowie dem Mittagessen in Baden-Baden (S. 7–23), eine dreiteilige Prüfung in einem Universitätsraum bei den Professoren Stierl, Stroh und Bock mit anschließender Verkündung der Note summa cum laude (S. 23–111) sowie das gemeinsame Abendessen in einem Ausflugslokal am Rhein und die Abfahrt (S. 111–135).

### Das Rigorosum
Die Doktorprüfung besteht aus drei Teilen: Zunächst wird Greif 24 Minuten lang von Prüfer Stierl befragt (S. 23–26). Anschließend findet ein Zwiegespräch zwischen Prüfer Stroh und Greif statt (S. 26–73). Nach einer Pause übernimmt Prüfer Bock das Gespräch (S. 75–97). Während des Rigorosums und des anschließenden Abendessens werden zahlreiche Autoren (s. u.), Texte und historische Ereignisse erwähnt, die die Diskutanten und der Ich-Erzähler teilweise ungenau wiedergeben. Die Prüfung wird unterbrochen durch eine Szene, in der Greif aufsteht und anderthalb Liter Wasser aus einem aus der Wand ragenden Rohr trinkt (S 55 f.). In der Pause geht Greif, der vor der Prüfung zwei Gläser Bier bestellt hat, zur Toilette.
Nach der Prüfung bittet Stroh Greif in sein Sprechzimmer. Er eröffnet ihm zunächst, dass er ihm statt der Note 0,0 nur die Gesamtnote 0,17 geben könne. Als Gründe nennt Greif später die „Vermixung von Verdinglichung und Instrumentalisierung“, Greifs unscharfen Gebrauch des Begriffs der „Entfremdung“ sowie den Umstand, dass ihm Stroh seine Entscheidung, in die freie Publizistik zu gehen, nie nachgesehen habe. Stroh bietet Greif eine vom baden-württembergischen Kultusminister Mayer-Vorfelder geschaffene Planstelle als Wissenschaftlicher Assistent an (S. 100 f.). Nach dem Abendessen teilt er ihm jedoch mit, die Stelle erhalte Dieter Asmus, der gerade bei Jürgen Habermas promoviert habe (S. 133). Nachdem Stroh Schummetpeter geholfen hat, sein Auto aufzutanken, fährt die Gruppe zurück nach Baden-Baden.

### Greif vs. Stroh
Die Handlung wird im Präteritum aus der Perspektive eines 49-jährigen Ich-Erzählers (Henscheids Alter 1990) wiedergegeben, der am Ende der Prüfung (ab S. 90) beginnt, an Greif und seinen Prüfer Stroh Punkte zu verteilen. Stroh entscheidet den Zweikampf am Ende des Texts mit 10:9 für sich, worauf sich der Titel bezieht. Die Punkte werden für folgende Leistungen vergeben:
- 1:0 für Greif durch das Klopfen an Strohs Sprechzimmertür vor der Prüfung
- 0:2 für Greif, weil er vor der Prüfung Stroh vor der Tür stehen lässt
- 1:2 für Stroh durch Übernahme des Prüfungsvorsitzes
- 3:1 für Greif durch Demonstration seines Wissens
- 2:3 für Stroh durch dessen Verdächtigung, Greif gehorche dem „Neokonservatismus“, ihm fehle dessen „68er-Erfahrung“
- 4:2 für Greif aufgrund der „Wasserrohrhahngeschichte“
- 3:4 für Stroh aufgrund seines Eingestehens des Versäumnisses der Fürsorgepflicht für Greif
- 5:3 für Greif für glanzvolles Ende der Prüfung (Wh. auf S. 97)
- 6:3 für Greif, der Stroh noch einmal „verprügelt“ habe (Wh. auf S. 99)
- 4:6, 6:4 für Stroh für Greifs „Notendegradierung“ (S. 108)
- 7:4 für Greif für die „Freundlichkeit von Strohs Zuladung und Hinzuziehung“ (S. 109)
- 5:7 für Stroh für die Zusage des abendlichen Erscheinens (S. 109)
- 6:7 für Stroh für die Entschuldigung für ein eventuelles Fernbleiben wegen einer Verabredung mit Ehefrau und das rasche Erscheinen ihres Aufsatzes im Merkur (S. 111)
- 7:7 für Stroh für dessen Erscheinen beim Abendessen (S. 113)
- 8:7 für Greif durch einen Minustreffer für Strohs schiefgegangenen Versuch, die Gesellschaft mit seiner ausgefeilten Essenswahl („Zander-Knockout“) zu beeindrucken (S. 117 f.)
- 9:7 für Greif aufgrund des müden Strohs Unfähigkeit, dem zu Hochform auflaufenden Greif Paroli zu bieten (S. 122)
- 8:9 für Stroh für dessen Verweigerung der Assistentenstelle (S. 133)
- 9:9 für Stroh für die Hilfe bei der Suche nach einer Tankstelle mit Benzinautomat (S. 134)
- 10:9 für Stroh, indem er Greif einen 50-Markschein am Tankstellenautomaten wechselt (S. 135)

## Figuren

### Greif

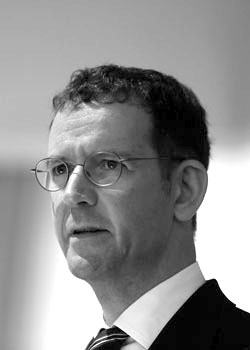
Gustav Seibt

Greif (ohne Vorname und Altersangabe) arbeitet seit einigen Jahren als Publizist für das Institut seines Chefs Schummetpeter. Er hat seine Dissertation über „irgendeinen mittelalterlichen Anonimo“ verfasst und bereits vor einigen Jahren bei einem „Spezialverlag“ veröffentlicht. Gustav Seibt, an den die Figur des Greif angelehnt ist, verteidigte seine Dissertation am 5. Juli 1990 in einer zweistündigen Prüfung in Konstanz. Er veröffentlichte sie unter dem Titel Anonimo romano. Geschichtsschreibung in Rom an der Schwelle zur Renaissance 1992 bei Klett-Cotta. Seit 1985 arbeitete Seibt für die Frankfurter Allgemeine Zeitung, deren Literaturressort seit 1989 von Frank Schirrmacher (Vorbild für Schummetpeter) geleitet wurde. In der Erzählung macht Schummetpeter Greifs Promotion zur Bedingung. Schirrmacher hatte von FAZ-Verleger Joachim Fest für seinen Aufstieg als Literaturchef die Auflage einer Promotion erhalten. Schirrmacher reichte als Dissertation einen Text ein, der in großen Teilen bereits zuvor als Buch bei Suhrkamp erschienen war.
Die Konstanzer Promotionsordnung forderte, dass der Promovend seine Kompetenz in einem Kolloquium über drei Thesen unter Beweis stellte, die nicht in den Bereich seiner Dissertation fielen. Die drei Thesen Greifs werden in der Erzählung nicht genau wiedergegeben. Das erste Gespräch mit Stierl dreht sich um die „Theorie der Mafia“ und Thesen Max Webers, die beiden anderen Gespräche handeln von allgemeinen Themen der Geisteswissenschaften und deren Theorien, von Philosophie und Geschichtsschreibung sowie von Autoren des Mittelalters und der Frühen Neuzeit.

### Schummetpeter

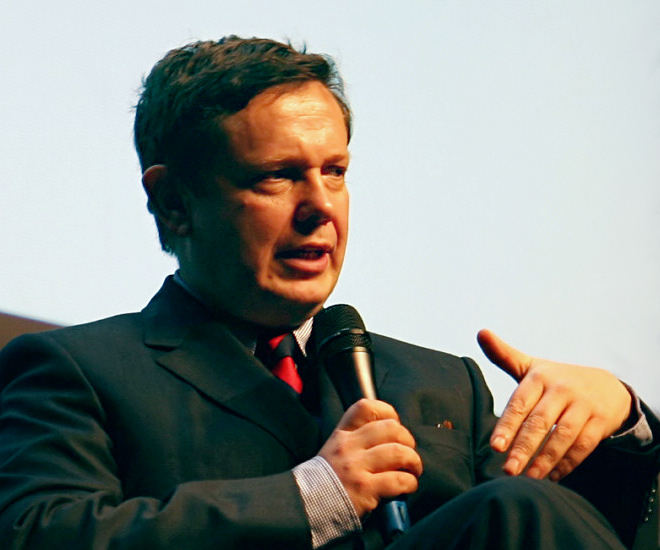
Frank Schirrmacher

Dr. Frank O. Schummetpeter ist der knapp 32-jährige Chef von Greif, in dessen Volvo die Gruppe von Konstanz nach Baden-Baden fährt. Er leitet das „Institut für angewandte Trend- und Kommunikationswissenschaften“ in Konstanz und fungiert als „Senioreditor“ des Hausblatts „Libero – Zeitschrift für Wendekultur und Kulturwende“. Seitdem er einen Doktortitel trägt, sind dessen Umsatzzahlen erheblich gestiegen. Für sein Institut hat er Fördergelder bekommen, die eigentlich in die ehemalige DDR nach der Wende fließen sollten. Sein Mitarbeiter Gries berichtet dem Erzähler beim Abendessen von Schummetpeters eigener Promotion:
Greif […] habe diesen seinen Doktor heute ja keineswegs nur deshalb gebaut, damit noch ein zweiter Doktor neben Schummetpeter da sei, damit also noch ein Doktor auf unserem Konstanzer Institutsbriefkopf auftauche […]. Sondern genauer genommen, weil […] Schummetpeters eigener Doktor rechtlich nämlich ziemlich ungewiß sei. Nämlich dieser Doktor sei […] nur und angeblich von der Universität Addis Abeba verliehen, in den Fächern Sozialwissenschaft und Semiologie sowie natürlich Thomas Mann und Kafka, also Dekonstruktivismus. Und abgesehen von der fraglichen Kompetenz der Universität Addis Abeba bei Kafka und Dekonstruktivismus […] sei diese Dissertation, wie er von afrikanischen Freunden höre, offenbar insgesamt so ungewiß wie Schummetpeters zuvor schon erfolgte Kindesentführung in Oberäthiopien. Auch die sei ja noch keineswegs erwiesen. (S. 124)
Die Passage spielt auf Details aus der Biografie von Frank Schirrmacher an, die der Spiegel 1996 veröffentlichte. Der ohne Autornamen veröffentlichte Artikel stammt von Jan Fleischhauer und basiert auf Recherchen von Rembert Hüser. Schirrmacher war 1988 bei Hans Ulrich Gumbrecht in Siegen mit der Arbeit Schrift als Tradition. Die Dekonstruktion des literarischen Kanons bei Kafka und Harold Bloom zum Dr. phil. promoviert worden. Nach Angaben von Michael Angele hatte Seibt Gumbrecht darum gebeten, Schirrmacher als Promovenden anzunehmen. Der Text von Schirrmachers Dissertation stimmte in großen Teilen mit der 1987 unter dem Titel Verteidigung der Schrift. Kafkas „Prozess“ in der Edition Suhrkamp veröffentlichten Magisterarbeit überein. Die Publikation wird in der Bibliographie nicht genannt.
Schirrmacher hatte mit seinen Eltern zwischen 1960 und 1962 als Kind in Addis Abeba gelebt und später angegeben, er sei dort entführt worden. Später sagt Schummetpeters Freundin Epps, er habe seinen Doktortitel lediglich für sein Klingelschild in Kreuzlingen benötigt (S. 126). Schummetpeter sei angeblich auf einem Schiff zwischen Feuerland und Europa geboren worden, habe seine frühe Kindheit „in der Camus-Stadt Maghreb“ verbracht und seine Jugend in Zürich bzw. St. Margarethen. Das Abitur habe er in Norwich abgelegt und die Examensprüfungen in Addis Abeba über Max Weber und Franz Kafka (S. 129 f.).
Der Erzähler beschreibt zahlreiche körperliche Details Schummetpeters: er hat einen „schon in frühen Jahren recht ausschweifenden Körper“ (S. 13), ein „rotbackiges und zugleich so käsiges Gesicht“ (S. 129) und trägt eine „altväterlich geleckte und geschleckte Haartolle“ (S. 80). Er kratzt sich vor der Prüfung „ausladend und wie abwesend an der Hose, an der Geschlechtsgegend“ (S. 18), nimmt aus einer Tüte mit der Aufschrift „Take it easy“ wiederholt Pillen „zur Gemütsaufhellung“ (S. 80) und lässt während der Prüfung ein „Furzgeräusch“ (S. 92) vernehmen.

### Stroh
Der Mittfünfziger Stroh führt als Prüfer das längste Gespräch mit Greif und verkündet ihm anschließend die Note. Er bietet ihm eine Assistentenstelle an, zieht diese Offerte später jedoch wieder zurück. Er ist Professor an der 1976 gegründeten „Reformuniversität Baden-Baden“, die auf die 1966 gegründete Reformuniversität Konstanz anspielt. In einer vom Erzähler aufgestellten Punktewertung schlägt er den Prüfling Greif mit 10:9. Der Erzähler spielt mit der Bedeutung der Namen Greif und Stroh, wenn Greif erklärt, „der Griff nach dem Naturbegriff, so der sich immer noch wärmer und feuriger redende Kandidat, sei praktisch leeres Stroh, rief Greif entflammt“ (S. 48).
Stroh wird als Verfasser mehrerer Bücher genannt. Seine Habilitationsschrift Negative Integration und revolutionärer Attentismus erschien 1974 (S. 54, 66). So lautet der Titel der Habilitationsschrift des Konstanzer Historikers Dieter Groh. Stroh ist Autor des Buchs Anthropologische Strukturen der Geschichte (S. 27), Groh schrieb das Buch Anthropologische Dimensionen der Geschichte (1992). Erwähnt wird außerdem ein Buch über modernen Naturbegriff (S. 34 f.), das Stroh mit seiner Frau Esther Stroh-Habicht verfasst hat, außerdem ist die Rede von einem Auftragswerk für das Wissenschaftskolleg Berlin (S. 109) und einem Aufsatz im Merkur (S. 111). Groh schrieb mit seiner Frau Ruth Groh zwei Bände zum Naturbegriff, jeweils mit dem Titel Zur Kulturgeschichte der Natur (1991, 1996). Zudem verfassten die beiden einen Merkur-Aufsatz über Petrarcas Besteigung des Mont Ventoux, die wiederholt Gegenstand des Prüfungsgesprächs ist.

### Bock
Der etwa 65-jährige Professor Bock hat in Göttingen bei Primer und Dekan Heil studiert, dort promoviert und sich mit einer Arbeit über die Katharer-Sekte habilitiert. Der Titel der Dissertation von Gustav Seibts Doktorvater Arno Borst, auf den die Figur Bock anspielt, lautet Die Katharer (1953). Bock hat ein Werk über den Computus geschrieben, das sich auf Borsts Buch Computus: Zeit und Zahl in der Geschichte Europas (1990) bezieht. Außerdem wird Bocks Buch Barbaren, Ketzer und Anarchisten erwähnt, das auf Borsts Buch Barbaren, Ketzer und Artisten. Welten des Mittelalters (1988) anspielt.

### Weitere Figuren
- Stierl: 58, Professor, Ähnlichkeit mit dem Namen des Romanisten Karlheinz Stierle, Herausgeber der Reihe, bei der Seibts Doktorarbeit erschien
- Gries: 25-jähriger Vize-Juniorchef und Partner in Schummetpeters Institut
- die Epps (evtl. Eva-Pia, Eberhardina): Schummetpeters Freundin
- Milch: Beisitzer
- Schratt: Protokollantin

## Stil
Der Ich-Erzähler nimmt eine ironische Distanz zum Geschehen ein. Er gibt die Gespräche der Figuren überwiegend in indirekter Rede und mit einzelnen Zitaten wieder. Dabei werden unter anderem Artikel aus der FAZ zitiert, außerdem Schmierereien auf Tischen („I love Birne“, Anspielung auf Helmut Kohl, S. 63) und an Wänden der Universität („Ihr Scheiß-Fotzen, ihr könnt mich mal alle, he!“, S. 111). Die Satzlänge ist mit durchschnittlich ca. 41 Wörtern pro Satz sehr lang. Einige Sätze erstrecken sich über mehrere Absätze und Seiten.

## Referenzen
Die Erzählung enthält zahlreiche Autoren und Texte, die teilweise verfremdet wiedergegeben werden. Sie enthält bibliographische Verweise im Text auf Aufsätze und Artikel im Merkur, der FAZ und wissenschaftlichen Zeitschriften. Das Zitat „voi che entrate et lasciate tutti speranza“ wird als „bekannte Petrarca-Zeile“ bezeichnet und wandelt das berühmte Zitat „Lasciate ogni speranza, voi ch’entrate“ aus Dantes Göttlicher Komödie ab. Das „Lionel van der Meulensche[…] Prüfungsrechnungsverfahren“ (S. 102 f.), nach dem Greifs Note ermittelt wird, spielt auf den Titanic-Gründungschefredakteur Lionel van der Meulen an. In der Formulierung „Haben-Haben-Haben-Wollen einer noch immer rechtschaffen unerlösten Rheingold-Welt“ (S. 43) wird die Seibt-Rezension eines Romans von William Gaddis abgewandelt zitiert („das Haben-Haben-Haben-Wollen einer unerlösten Rheingoldwelt“). Erwähnt wird ein Merkur-Aufsatz von Seibt aus dem Jahr 1999, also ein Jahr nach der Veröffentlichung der Erzählung („Heft 12, 1999 (im Eifer brachte Greif wohl die Jahreszahlen durcheinander)“, S. 78). Weitere Formulierungen wandeln FAZ-Artikel ab: „von Huizinga einst als Reizklima des Geruchs von Blut und Rosen in einem Atemzug“ (S. 75), oder die Bezeichnung von Plinius’ Naturkunde als „Studierlampenbuch“ (S. 81). Es werden außerdem zwei Figuren genannt, die auf Figuren aus Henscheids 1973 erschienenem Roman Die Vollidioten anspielen: die „PR-Firma Rösselmann“, und Frau „Dr. Bitzler“ (S. 124 f.).

## Erwähnte Personen
- Joan Baez (S. 18, 108)
- Max Weber (S. 23, 25, 131)
- Jürgen Habermas (S. 27, 45, 52, 55, 95, 133)
- Emil Staiger (S. 29)
- Hans-Robert Jauss (S. 30, 31, 41)
- Paul de Man (S. 31)
- Albert Einstein (S. 31)
- Immanuel Kant (S. 31, 32)
- Friedrich Nietzsche (S 32, 39, 41, als „Max Nietzsche“: 60, 70, 81, 83)
- Jacob Burckhardt (S. 32, 39, 41, 42, 93)
- Søren Kierkegaard (S. 34, 52)
- Francesco Petrarca (S. 34, 35, 37, 44, 46, 73, 92, 93, 100, 108)
- Boethius (S. 36)
- Dante (S. 36, 78, 96, 130)
- Hans Blumenberg (S. 39)
- Walter Benjamin (S. 39, 61)
- Franz Overbeck (S. 41)
- Ernst Robert Curtius (S. 42)
- Roman Herzog (S. 43)
- Nicolaus Cusanus als „Nikodemus Cusanus“ (S. 46)
- Norbert Elias (S. 47, 49, 50, 76)
- Lukas Thommen (S. 48)
- Friedrich Hölderlin (S. 50)
- Helmuth Plessner (S. 51)
- Niccolò Macchiavelli (S. 55, 132)
- Rudolf Borchardt (S. 61)
- Theodor Adorno (S. 61, 62, 69)
- Joachim Ritter (S. 64)
- Gottfried Wilhelm Leibniz (S. 64)
- Carlo Emilio Gadda (S. 64, 69)
- William Gaddis (S. 64)
- Georg Wilhelm Friedrich Hegel (als „Georg Erwin Wilhelm“: S. 65, 68)
- Gershom Scholem (S. 66, als „Gerhard“: 67)
- Louis Althusser (S. 67)
- Edmund Husserl (S. 68)
- Karl Marx (S. 68, 69)
- Hans Magnus Enzensberger (S. 69)
- Georges Bataille (S. 69)
- Karl Kraus (S. 70)
- Thomas Kuhn (S. 71)
- Juvenal (S. 71)
- Johan Huizinga (S. 75, 76)
- Peter Schuster (S. 76, 77)
- Gustav Seibt (S. 78)
- Umberto Eco (S. 78)
- Georg Gottfried Gervinus (S. 79)
- Friedrich Schleiermacher (S. 80)
- Plinius (S. 80, 81, 84, 85)
- Gian Biagio Conte (S. 80)
- Italo Svevo bzw. Calvino (S. 80)
- Theodor Mommsen (S. 80)
- Plutarch (S. 84)
- Johannes Scottus Eriugena (S. 85)
- Pater Abälard (S. 85)
- Albertus Magnus (S. 85)
- Charles Darwin (S. 85)
- Werner Paravicini (S. 90)
- Livius (S. 93)
- Plato (S. 95)
- Cola di Rienzo (S. 95)
- Joachim von Fiore (S. 96)
- Kurt Scheel (S. 110), als „Kurt Tünnes vom ‚Merkur‘“ (S. 110)
- Elisabeth Noelle-Neumann (S. 120)
- Karl May (S. 123)
- Niklas Luhmann „bzw. Lohmann“ (S. 128)
- Daniel Goldhagen (S. 128)
- Ruth Bettina Birn (S. 128)
- Ulrich Beck (S. 128)
- Johann Wolfgang Goethe (S. 129)
- Hugo von Hofmannsthal als „Stefan Hofmansthal“ (S. 129)
- Giovanni Boccaccio (131 f.)
- Franz von Suppè (S. 132)
- Girolamo Savonarola (S. 132)
- Dieter Asmus (S. 133)

## Entstehung und Veröffentlichung
Michael Angele gibt in seinem Buch über Schirrmacher ein Gespräch mit Henscheid über den Entstehungskontext der Erzählung wieder. Auf der Rückfahrt von Seibts Rigorosum nach Frankfurt kamen Henscheid und Schirrmacher in dessen BMW die Idee eines Prosatexts über den Tag. Schirrmacher stellte Henscheid einen Abdruck in der FAZ-Beilage Bilder und Zeiten in Aussicht. Der Text sollte ursprünglich zwanzig bis dreißig Schreibmaschinenseiten umfassen. Henscheid schrieb bald einen ersten Entwurf, die Erzählung jedoch erst gut sechs Jahre später.
Der Text erschien 1998 zusammen mit zwei weiteren Erzählungen im Berliner Alexander-Fest-Verlag. Fest ist der Sohn des damaligen FAZ-Herausgebers und Historikers Joachim Fest, der Schirrmacher die Promotion zur Bedingung für seinen Aufstieg gemacht hatte. Laut Angele war Frank Schirrmacher wütend über die Darstellung seiner Person in der Figur Schummetpeter, deren Name an das Wort „schummeln“ erinnere. Schirrmacher verbot FAZ-Autoren, in Alexander Fests Verlag zu publizieren, sodass zwei Bücher zurückgenommen wurden. Das Buch erhielt keine Rezension in der FAZ. Henscheid erklärte gegenüber dem Deutschlandfunk, dass ihn die Reaktion überrascht habe, da er in den Jahren zuvor in der Redaktion große Hochschätzung genossen habe.

## Rezeption